# Ojāq (ort i Ardabil)
Ojāq (persiska: اجاق, Ojāq Ālāzār) är en ort i Iran.   Den ligger i provinsen Ardabil, i den nordvästra delen av landet, 500 km nordväst om huvudstaden Teheran. Ojāq ligger 567 meter över havet och antalet invånare är 194.
Terrängen runt Ojāq är kuperad. Runt Ojāq är det ganska tätbefolkat, med 58 invånare per kvadratkilometer. Närmaste större samhälle är Germī, 9,4 km sydväst om Ojāq. Trakten runt Ojāq består till största delen av jordbruksmark.